# Weltcup der Nordischen Kombination in Chaux-Neuve
Koordinaten: 46° 40′ 17,5″ N, 6° 8′ 9,6″ O
Der Weltcup der Nordischen Kombination in Chaux-Neuve gehört seit der Saison 1995/96 zum Weltcup der Nordischen Kombination. Er wird vom Internationalen Ski-Verband (FIS), von 2006 bis 2012 vom lokalen Verein Association du Site Nordique International de Chaux-Neuve (ASNI) und seit 2013 von FIS-Verband und Verein veranstaltet. Die Wettbewerbe werden im Stade de la Côte Feuillée und auf der umliegenden Langlaufstrecke ausgetragen. Start und Ziel befinden sich im Auslauf der Schanze am Fuße des Hügels. Je nach Schneelage beläuft sich die mehrmals durchzulaufende Strecke auf 1,5 km, 2 km oder 2,5 km.

## Geschichte
In der Saison 1995/96 fand in Chaux-Neuve der erste Weltcup der Nordischen Kombination statt. Im Jahr 2001 und zwischen 2004 und 2009 fand kein Weltcup statt, denn da organisierte man den B-Weltcup. Von der ersten Austragung bis 2011/12 fanden die Wettbewerbe nur im Einzel statt und ab der Saison 2012/13 kam der Team-Sprint dazu. Am 22. und 23. Januar 2011 fand im Rahmen des Weltcups die offizielle Einweihung der neuen Schanze statt. Beim Weltcupwochenende vom 13. bis 15. Januar 2012 fanden drei Veranstaltungen statt, wegen der zwei ausgefallenen Wettbewerbe im polnischen Zakopane wurde einer nach Chaux-Neuve verlegt. Im Jahr 2015 war am zweiten Wettkampftag ursprünglich ein Team-Sprint angesetzt gewesen. Wegen zu viel Neuschnee im Schanzenauslauf wurde der Skisprung-Durchgang am Sonntagmorgen abgesagt, daher entschied man sich den provisorischen Wettkampfsprung vom Freitag heranzuziehen, deshalb verzichtete man auf dem Team-Sprint und startete im Einzel. Der Weltcup 2016 sollte am 16. und 17. Januar über die Bühne gehen, wegen Schneemangel und zu hohen Temperaturen wird er eine Woche später an gleicher Stelle nach geholt. Aufgrund der Nordischen Skiweltmeisterschaften in Seefeld, fand das Nordic Triple 2019 in Chaux-Neuve statt. Der Österreicher Mario Seidl ist Gesamtsieger des 6. Nordic Triple. Die Wettkämpfe vom 20. bis 23. Januar 2023 wurden wegen der ungünstigen Schneeverhältnisse abgesagt.

## Ergebnisse
| Auflage | Saison  | Disziplin                    | Sieger                                                               | Zweiter                                                               | Dritter                                                          |
| ------- | ------- | ---------------------------- | -------------------------------------------------------------------- | --------------------------------------------------------------------- | ---------------------------------------------------------------- |
| 01      | 1995/96 | Einzel K 90/15 km            | Kenji Ogiwara                                                        | Knut Tore Apeland                                                     | Halldor Skard                                                    |
| 02      | 1997/98 | Einzel K 90/15 km            | Milan Kučera                                                         | Felix Gottwald                                                        | Ludovic Roux                                                     |
| 03      | 1998/99 | Einzel K 90/15 km            | Samppa Lajunen                                                       | Todd Lodwick                                                          | Ladislav Rygl                                                    |
| 04      | 1999/00 | Einzel K 90/15 km            | Samppa Lajunen                                                       | Jaakko Tallus                                                         | Mario Stecher                                                    |
| 05      | 2002/03 | Einzel K 90/15 km            | Felix Gottwald                                                       | Ronny Ackermann                                                       | Todd Lodwick                                                     |
| 06      | 2008/09 | Einzel HS 100/10 km          | Magnus Moan                                                          | Anssi Koivuranta                                                      | Björn Kircheisen                                                 |
| 06      | 2008/09 | Einzel HS 100/10 km          | Anssi Koivuranta                                                     | Christoph Bieler                                                      | Magnus Moan                                                      |
| 07      | 2009/10 | Einzel HS 100/10 km          | Magnus Moan                                                          | Jason Lamy Chappuis                                                   | Todd Lodwick                                                     |
| 07      | 2009/10 | Einzel HS 100/10 km          | Magnus Moan                                                          | Jason Lamy Chappuis                                                   | Mario Stecher                                                    |
| 08      | 2010/11 | Einzel HS 118/10 km          | David Kreiner                                                        | Mikko Kokslien                                                        | Felix Gottwald                                                   |
| 08      | 2010/11 | Einzel HS 118/10 km          | Jason Lamy Chappuis                                                  | Felix Gottwald                                                        | Mikko Kokslien                                                   |
| 09      | 2011/12 | Einzel HS 118/10 km          | Alessandro Pittin                                                    | Jason Lamy Chappuis                                                   | Fabian Rießle                                                    |
| 09      | 2011/12 | Einzel HS 118/10 km          | Alessandro Pittin                                                    | Jason Lamy Chappuis                                                   | Fabian Rießle                                                    |
| 09      | 2011/12 | Einzel HS 118/10 km          | Alessandro Pittin                                                    | Jørgen Graabak                                                        | Mikko Kokslien                                                   |
| 10      | 2012/13 | Einzel HS 118/10 km          | Tino Edelmann                                                        | Bernhard Gruber                                                       | Akito Watabe                                                     |
| 10      | 2012/13 | Teamsprint HS 118/2 × 7,5 km | Deutschland IEric Frenzel Tino Edelmann                              | Norwegen IMagnus Moan Jørgen Graabak                                  | Frankreich ISébastien Lacroix Jason Lamy Chappuis                |
| 11      | 2013/14 | Einzel HS 118/10 km          | Mikko Kokslien                                                       | Magnus Krog                                                           | Jørgen Graabak                                                   |
| 11      | 2013/14 | Teamsprint HS 118/2 × 7,5 km | Deutschland IITino Edelmann Fabian Rießle                            | Norwegen IMikko Kokslien Jørgen Graabak                               | Deutschland IJohannes Rydzek Eric Frenzel                        |
| 12      | 2014/15 | Einzel HS 118/10 km          | Eric Frenzel                                                         | Fabian Rießle                                                         | Magnus Moan                                                      |
| 12      | 2014/15 | Einzel HS 118/10 km          | Magnus Moan                                                          | Magnus Krog                                                           | Bernhard Gruber                                                  |
| 13      | 2015/16 | Einzel HS 118/10 km          | Eric Frenzel                                                         | Bernhard Gruber                                                       | Akito Watabe                                                     |
| 13      | 2015/16 | Einzel HS 118/10 km          | Fabian Rießle                                                        | Eric Frenzel                                                          | Akito Watabe                                                     |
| 14      | 2016/17 | Einzel HS 118/10 km          | Johannes Rydzek                                                      | Fabian Rießle                                                         | Akito Watabe                                                     |
| 14      | 2016/17 | Einzel HS 118/10 km          | Fabian Rießle                                                        | Johannes Rydzek                                                       | Eric Frenzel                                                     |
| 15      | 2017/18 | Einzel HS 118/10 km          | Jan Schmid                                                           | Akito Watabe                                                          | Ilkka Herola                                                     |
| 15      | 2017/18 | Einzel HS 118/4 × 5 km       | Norwegen Jan Schmid Espen Andersen Jarl Magnus Riiber Jørgen Graabak | Deutschland Eric Frenzel Fabian Rießle Johannes Rydzek Vinzenz Geiger | Finnland Leevi Mutru Arttu Mäkiaho Ilkka Herola Eero Hirvonen    |
| 16      | 2018/19 | Einzel HS 118/5 km           | Franz-Josef Rehrl                                                    | Espen Bjørnstad                                                       | Fabian Rießle                                                    |
| 16      | 2018/19 | Einzel HS 118/10 km          | Franz-Josef Rehrl                                                    | Akito Watabe                                                          | Fabian Rießle                                                    |
| 16      | 2018/19 | Einzel HS 118/15 km          | Mario Seidl                                                          | Fabian Rießle                                                         | Franz-Josef Rehrl                                                |
| 17      | 2022/23 | Einzel HS 118/10 km          | Wettkämpfe aufgrund der ungünstigen Schneeverhältnisse abgesagt.     | Wettkämpfe aufgrund der ungünstigen Schneeverhältnisse abgesagt.      | Wettkämpfe aufgrund der ungünstigen Schneeverhältnisse abgesagt. |
| 17      | 2022/23 | Einzel HS 118/10 km          | Wettkämpfe aufgrund der ungünstigen Schneeverhältnisse abgesagt.     | Wettkämpfe aufgrund der ungünstigen Schneeverhältnisse abgesagt.      | Wettkämpfe aufgrund der ungünstigen Schneeverhältnisse abgesagt. |